# Андеоль, Эмили
Эмили Андеоль (фр. Émilie Andéol, р. 30 октября 1987) — французская дзюдоистка, олимпийская чемпионка (2016), чемпионка Европы и Европейских игр, призёрка чемпионатов мира.

## Биография
Родилась в 1987 году.
В 2013 году стала серебряной призёркой чемпионата Европы. В 2014 году стала чемпионкой Европы, а на чемпионате мира завоевала бронзовую медаль. В 2015 году стала чемпионкой Европейских игр.

## Награды и звания
30 ноября 2016 года было присвоено звание кавалера ордена Почётного легиона.